# Helmut Schwarz (General)
Helmut Schwarz (* 25. Oktober 1919 in Karolinenthal, Posen; † 12. Februar 2018) war ein deutscher Offizier (Brigadegeneral a. D.) und Pilot.
Nach der Reifeprüfung 1939 wurde er zum Reichsarbeitsdienst (RAD) herangezogen und im Anschluss als Fahnenjunker bei der Luftwaffe der Wehrmacht eingezogen. 1941 erfolgte seine Beförderung zum Leutnant, 1942 wurde er dann Staffelkapitän einer Transportfliegerstaffel. Am Ende des Zweiten Weltkrieges war Schwarz Oberleutnant. Nach 1945 absolvierte er zunächst eine Lehre in der Landwirtschaft und arbeitete in der Verwaltung, wo er die zweite Verwaltungsprüfung ablegte.
Im Jahre 1956 trat er als Hauptmann in die neu gegründete Bundeswehr ein. Er war zunächst Personaloffizier und erhielt später eine Flugzeugführerausbildung für Transportflugzeugführer. In diesem Zusammenhang wurde er u. a. als Einsatzoffizier, Staffelchef und Gruppenkommandeur sowie im Stabsdienst der Transportfliegerei verwendet. Als Oberst war Schwarz von 1970 bis 1973 Kommodore des Lufttransportgeschwaders 61 in Penzing bei Landsberg am Lech. Im Anschluss war er im Dienstgrad Brigadegeneral von 1973 bis 1975 Systembeauftragter MRCA/Tornado im Führungsstab der Luftwaffe (Fü L) in Bonn und von 1975 bis 1980 Kommandeur des Alliierten Luftverteidigungssektors 2 in Uedem. Danach ging er in den Ruhestand.
Er war verheiratet und Vater eines Kindes.